# IJsblokje

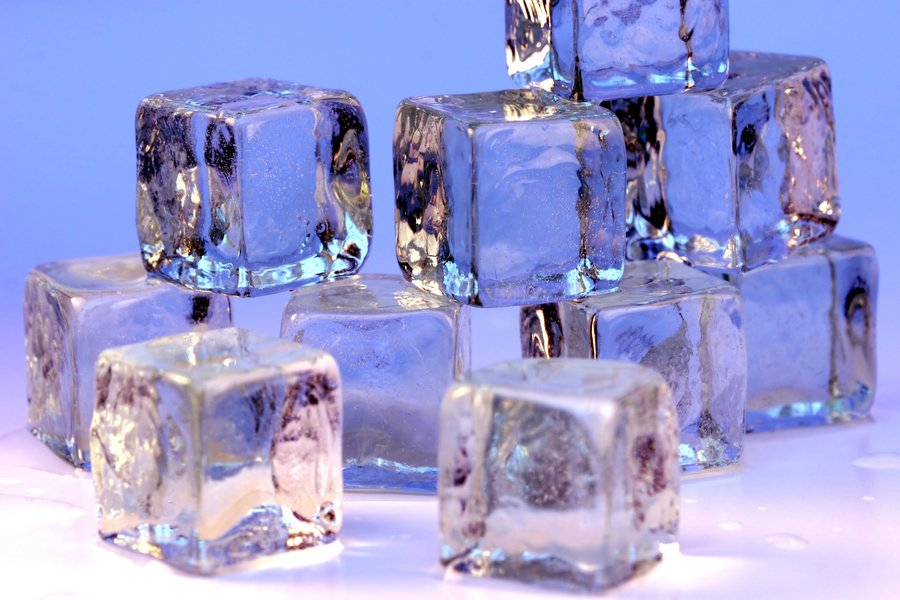
Stapel ijsblokjes

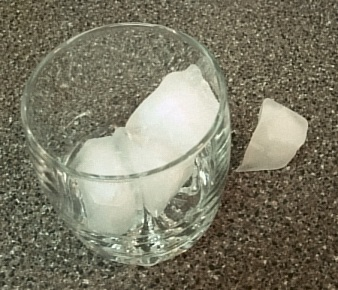
Een glas ijsblokjes voor "on the rocks"

Een ijsblokje of ijsklontje is bevroren water (ijs) in de vorm van een klein blokje. Het wordt gemaakt in een diepvriezer door water in een plastic vorm te laten bevriezen.
IJsblokjes worden gebruikt om dranken te koelen, zoals limonade of whiskey.
Wanneer drank wordt geserveerd in een laag, breed glas (bijvoorbeeld een tumblerglas, bekend van de whisky) met enkele ijsblokjes, wordt dit veelal "on the rocks" genoemd.
Producenten van verschillende dranken stellen in hun advertentiecampagne dat hun drank het beste "on the rocks" kan worden gedronken. Voorbeelden hiervan zijn Baileys, Campari of Amaretto DiSaronno. Bij cocktails wordt soms ook gebruik gemaakt van gepileerd ijs, dit zijn fijngemaakte ijsblokjes.